# 27. oktober
27. oktober er dag 300 i året i den gregorianske kalender (dag 301 i skudår). Der er 65 dage tilbage af året.
Sems dag. Sem var en af Noas tre sønner og stamfader til hebræerne (1. Mosebog 10, 21-31).

### Begivenheder
Født - Dødsfald
- 1370 - Valdemar Atterdag slutter fred med Hansestæderne.
- 1492 - På sin første rejse til Den nye Verden opdager Columbus øen Cuba.
- 1612 - Forvirringens tid i Zar-Rusland nærmer sig afslutningen, da tropper fra Den polsk-litauiske realunion kapitulerer i Kreml i Moskva efter en folkeopstand.
- 1662 - Dunkerque sælges til Frankrig af Karl 2. af England.
- 1806 - Napoleon rykker ind i Berlin efter at have tilføjet de "uovervindelige" preussiske styrker store nederlag.
- 1810 - USA annekterer den tidligere spanske koloni Vestflorida.
- 1879 - Ørstedsparken i København åbnes for publikum.
- 1902 - På Frederiksberg stifter arkitekten og søndagsskolelæreren Holger Tornøe & Ludvig Valentiner Frivilligt Drenge Forbund, FDF.
- 1904 - New York City Subway åbner.
- 1922 - Benito Mussolini sender sine sortskjorter på march mod Rom.
- 1936 - Wallis Simpson får skilsmisse, så hun kan gifte sig med Edward 8., hvilket fører til, at han abdicerer fra den britiske trone.
- 1943 - Den tyske øverstbefalende, general von Hanneken, flytter sit hovedkvarter fra København til Silkeborg.
- 1961 - Våbenstilstand i Congo-provinsen Katanga.
- 1967 - Politiet indfører spiritusprøver ved hjælp af balloner.
- 1971 - Congo ændrer navn til Zaire.
- 1976 - En argentinsk forbundsdomstol rejser anklage mod forhenværende præsident Isabel Perón for at forgribe sig på offentlige midler.
- 1977 - FN's generalforsamling kritiserer Israel for at oprette bosættelser i de besatte arabiske områder.
- 1978 - Præsident Anwar Sadat fra Egypten og ministerpræsident Menachem Begin fra Israel tildeles Nobels fredspris.
- 1979 - Rådmand Thorkild Simonsen fra Århus afløser Henning Rasmussen som formand for Kommunernes Landsforening.
- 1981 - Den sovjetiske ubåd U-137 løber på et skær nær orlogsbasen i Karlskrona, cirka 10 kilometer inde på svensk søterritorium.
- 1983 - USA's senat vedtager et krav om, at præsident Ronald Reagan inden 60 dage trækker de amerikanske tropper, som havde invaderet Grenada, tilbage.
- 1994 - Seks personer omkommer ved en eksplosionsulykke på Lindøværftet.
- 1994 - Det amerikanske justitsministerium meddeler, at der for første gang i USA's historie er mere end en million mennesker indsat i amerikanske fængsler.[1]
- 1997 - Børnebogsforfatteren Astrid Lindgren modtager i København Wilhelm Hansen Fondens hæderspris.
- 1998 - Gerhard Schröder bliver Tysklands kansler for første gang.
- 2005 - Optøjer i Paris efter to muslimske teenageres død.

### Født
- 1466/1469 - Erasmus af Rotterdam, hollandsk teolog og humanist (død 1536).
- 1782 - Niccolò Paganini, italiensk violinist og komponist (død 1840).
- 1858 - Theodore Roosevelt, USA's 26. præsident (død 1919).
- 1858 - Prins Valdemar, søn af Christian 9. (død 1939).
- 1893 - Harald Petersen, dansk politiker og minister (død 1970).
- 1906 - Kazuo Ohno, japansk danserinde (død 2010).
- 1914 - Dylan Thomas, engelsksproget walisisk digter (død 1953).
- 1917 - Oliver Tambo, sydafrikansk frihedskæmper (død 1993).
- 1918 - Jens-Anton Poulsson, norsk officer (død 2010).
- 1918 - Elith Nørreholm, dansk journalist og programvært (død 1991).
- 1922 - Poul Bundgaard, dansk skuespiller og sanger (død 1998).
- 1923 - Roy Lichtenstein, amerikansk maler og grafiker (død 1997).
- 1925 - Warren Christopher, amerikansk tidligere udenrigsminister (død 2011).
- 1929 - Georg Poulsen, dansk tidligere forbundsformand (død 2014).
- 1932 - Sylvia Plath, amerikansk lyriker (død 1963).
- 1932   - Jean-Pierre Cassel, fransk skuespiller (død 2007).
- 1939 - John Cleese, britisk skuespiller, instruktør og manuskriptforfatter.
- 1945 - Luiz Inácio Lula da Silva, brasiliansk præsident.
- 1946 - Ivan Reitman, amerikansk filminstruktør og -producer (død 2022).
- 1952 - Roberto Benigni, italiensk skuespiller, forfatter og instruktør.
- 1957 - Glenn Hoddle, engelsk tidligere fodboldspiller og manager.
- 1961 - Ole Rasmussen, dansk journalist og redaktør på Politikens At tænke sig.
- 1969 - Lykke Friis, dansk EU-ekspert.
- 1978 - Vanessa-Mae, musiker fra Singapore.
- 1984 - Emilie Ullerup, dansk skuespillerinde.

### Dødsfald
- 1505 - Ivan 3., russisk storfyrste (født 1440).
- 1553 - Miguel Serveto, spansk teolog, læge og humanist (født 1511) - brændt på bålet.
- 1894 - Carl Ploug, forfatter, journalist og politiker (født 1813).
- 1940 - Fini Henriques, dansk komponist (født 1867).
- 1955 - Aage Sikker Hansen, dansk tegner, grafiker og illustrator (født 1897).
- 1975 - Rex Stout, amerikansk forfatter (født 1886).
- 1977 - James M. Cain, amerikansk forfatter (født 1892).
- 1989 - Kjeld Philip, dansk politiker og minister (født 1912).
- 1990 - Jacques Demy, fransk filminstruktør (født 1931).
- 1993 - Betty Söderberg, dansk skuespiller (født 1910).
- 2010 - Néstor Kirchner, argentinsk politiker og præsident (født 1950).
- 2013 - Lou Reed, amerikansk rockmusiker (født 1942).